# Église Saint-Pierre de Pierrefiche
L'église Saint-Pierre de Pierrefiche est une église située à Pierrefiche, en France.

## Localisation
L'église est située sur la commune de Pierrefiche, dans le département français de l'Aveyron.

## Historique
L'édifice est inscrit au titre des monuments historiques en 1928.